# Raúl José Ortiz
Raúl José Ortiz (Río Cuarto, 20 de diciembre de 1928-Buenos Aires, 1 de julio de 2004) fue un militar argentino que se desempeñó como oficial del Ejército Argentino alcanzando el rango de general de brigada.

## Biografía
Raúl José Ortiz nació en Río Cuarto el 20 de diciembre de 1928. Egresó del Colegio Militar de la Nación en 1948 como subteniente de caballería. Contrajo nupcias y engendró tres hijos.
En 1977 asumió como segundo comandante en el Comando de la II Brigada de Caballería Blindada con asiento en Paraná. Luego, fue jefe de esta unidad a la vez que comandó la Subzona 22 entre enero y diciembre de 1979. Su siguiente destino fue el Comando del V Cuerpo de Ejército, donde ocupó el cargo de segundo comandante. Como tal, era responsable de la Subzona 51.
En enero de 1980 asumió como subsecretario de la Secretaría General del Ejército.
Fue secretario de Información Pública del presidente de facto Roberto Eduardo Viola (a partir del 1 de abril de 1981).
Murió el 1 de julio de 2004 en Buenos Aires.